# Нелли (рэпер)
Ко́рнелл А́йрел Хэйнс-младший (англ. Cornell Iral Haynes Jr.; род. 2 ноября 1974, Остин, Техас), более известный под сценическим именем Nelly — американский рэпер, актёр и предприниматель. Начинал свою карьеру вместе с рэп-группой St. Lunatics c 1996 и в 2000 году подписал контракт с Universal Records, на котором он выпустил 7 студийных альбомов и основал собственный лейбл Derrty.
Nelly — один из наиболее успешных исполнителей нового тысячелетия, за 8 лет карьеры продал более 30 миллионов записей, семь его треков достигали первой строчки мировых чартов. Является обладателем четырёх премий Грэмми в 2003 и 2004 годах. Nelly занял третье место в рейтинге артистов первой декады XXI века по версии журнала Billboard.
Как актёр, Nelly дебютировал в 2005 году, сыграв одну из главных ролей в фильме «Все или ничего»(«The Longest Yard») с Адамом Сэндлером и Крисом Роком.
Вдобавок ко всему, Nelly являлся совладельцем баскетбольного клуба Charlotte Bobcats (до 26 февраля 2010 года), двух линий одежды (Apple Bottoms (женская) и Vokal (мужская линия), NASCAR и основателем многочисленных благотворительных фондов.

## Биография
Дебютный студийный альбом "Country Grammar" был выпущен в июне 2000 года. Успех первого трека «Country Grammar (Hot Shit)» привел к дебюту альбома на третьей строчке в Billboard 200, несколькими неделями позже закрепившись на первом месте. Всего, в пределах США было продано 10,4 миллионов копий альбома, что ставит его на третье место в истории хип-хоп-музыки. Также, Country Grammar является наиболее продаваемым дебютным альбомом в истории.

Согласно журналу Billboard, Country Grammar вошёл в топ-10 альбомов первой декады нового тысячелетия. 

Альбом включает следующие синглы: «Country Grammar (Hot Shit)», «Batter Up», «E.I.», «Ride wit Me».

В 2001 году Nelly удостоился звания Лучшего нового артиста престижной премии BET Hip-Hop awards, а клип на песню "Ride Wit Me" стал лучшим хип-хоп-видео по версии MTV Music Awards.
Free City — первый альбом Nelly с его группой St. Lunatics, вышел в 2001 году, и включал хит-сингл «Midwest Swing». Free City получил платиновый статус по сертификации RIIA, что прилично, учитывая неизвестность участников St. Lunatics за исключением Nelly. Успех альбома связан с популярностью сольного альбома «Country Grammar». Другие участники St. Lunatics — Murphy Lee, Ali, Kyjuan, Slo’down— не вели собственной карьеры, периодически участвовали в некоторых синглах Корнелла, продолжали работать одной командой. Также в 2001 году Nelly записывает трек с ’N Sync на их дебютном альбоме.
В 2002 году второй альбом Nellyville был релизован и сразу же достиг первой позиции во всех чартах Billboard. За первую неделю было продано 870 тыс. копий. Альбом более 3 месяцев удерживал первое место во всех чартах США; Главным хитом альбома стала композиция «Hot in Herre», спродюсированная The Neptunes. С момента выхода альбома она более двух месяцев удерживала первую позицию в мировом чарте, пока не была подвинута треком «Dilemma» (feat. Kelly Rowland), лирической композицией, которая стала знаковой в карьере Nelly. Nelly получил Грэмми за трек "Hot In Herre" в номинации "Лучшее хип-хоп-исполнение" и за трек «Dilemma» в номинации "Лучший hip-hop/R'n'B-дуэт".

Альбом также включал синглы «Work It» (feat. Justin Timberlake), «Air Force Ones» и «Pimp Juice».
В сентябре 2004 года Nelly стал первым хип-хоп-исполнителем, который выпустил сразу два альбома в один день. Suit, содержащий лирические песни, дебютировал на первой строчке Billboard albums chart, в то время как Sweat, более рэп-ориентированный альбом, занял второе место. Таким образом, Nelly стал первым артистом, одновременно занимающим обе первые строчки Billboard. Видео на сингл «My place» заняло первую строчку в списке BET awards по итогам года.

Синглы из Suit: «N’Dey’Say», «Over&Over» (feat. Tim McGraw), «My place» (feat. Jaheim).

Синглы из Sweat: «Na-NaNa-Na», «Tilt Ya Head Back» (feat. Christina Aquilera), «Flap Your Wings».

Летом 2005 года выходит нестудийный альбом Sweatsuit, который включил в себя лучшие треки альбомов Sweat и Suit, к которым прибавились три новых трека, включая «Grillz», #1 хит-сингл 2005 года.
В 2005 году Nelly записывает трек с Дидди и Jagged Edge в память о The Notorious B.I.G «Nasty Girl».
В 2005 году Nelly играет одну из главных ролей в спортивной комедии «Всё или ничего». Кассовые сборы фильма превысили 150 миллионов долларов, а Nelly удостоился номинации MTV на «Актёрский прорыв года», и побеждает в номинации «Лучший актёр среди хип-хоп-артистов» на Teen Choice Awards. Сам Nelly выпускает на своём лейбле саундтрек к фильму. Главным синглом альбома стал трек «Errtime».
В конце 2005 года сестра Nelly Jackie Donahue ушла из жизни. С 2003 года Nelly был основателем компании «Jes Us 4 Jackie», который занимался поиском доноров для неё, и стал одним из крупнейших благотворительных фондов по борьбе с лейкемией. Смерть Jackie стала переломным моментом в жизни рэпера.
После пятилетнего пребывания на самой вершине хип-хоп-музыки, Nelly перетерпел серьёзный творческий кризис.
В 2007 году он появился на альбомах R. Kelly, T.I. и Ашанти.
Первым треком с нового альбома стал «Cut It Out». Из-за переносов релиза альбома этот трек не вошёл на альбом в конечном итоге.
Первым синглом стал дуэт с Fergie «Party People», который продюсировал Pollow Da Don. Несмотря на популярность трека в клубах, он не достиг серьёзного чартового успеха.
Следом, в июне 2008 года были выпущены композиции с видео «Stepped On My J’z» с Джермейном Дюпри и Сиарой, «Body On Me» c Ашанти и Эйконом.
Сам альбом вышел лишь 16 сентября, после пяти переносов, которые отодвинули дату релиза почти на год. Он сразу стартовал со второй позиции в Billboard Chart. За первую неделю было продано 87 тыс. пластинок; всего, на апрель 2009 было продано 570 тыс. копий альбома. Это невысокий показатель для Nelly, как для исполнителя, привыкшего продавать альбомы рекордными тиражами. Причины коммерческого провала пятого альбома Nelly:

1. Общая тенденция падения спроса на музыкальную продукцию. Развитие интернет-ресуров и пиратства.

2. Затяжные переносы релиза альбома в связи с проблемами Nelly с лейблом Universal Records.

3. То, ради чего стоило ждать этот альбом — топ-треки «Party People» и «Stepped On My J’z» были выпущены значительно раньше релиза всего альбома.

4. 4-летнее пребывание артиста в тени.

Синглы: «Party People», «Stepped On My J'z», «Body On Me», «One And Only», «Let It Go Lil' Mama».
Летом 2010 года Nelly сделал возвращение на вершину мировых чартов с синглом «Just A Dream», который достиг отметки в три миллиона продаж.

В работе над альбомом приняли участие знаменитые продюсеры Pollow Da Don, Jim Jonsin и Rico Love; на альбоме присутствуют коллаборации с T.I., Plies, Birdman, Крисом Брауном, Кери Хилсон и Келли Роуленд.

Альбом вышел 16 ноября, стартовал с отметки в 66,5 тыс. проданных копий на первой неделе.

## Стиль исполнения
Стиль исполнения Nelly был описан журналистом Питером Шапиро в книге «How to Rap» как использование «незабывающихся припевов с уникальным "рэп-блюзом", звонким двойным произношением последних строчек». Allmusic предполагает, что его стиль объясняется местом, где он вырос — он вобрал в себя южную артикуляцию с медлительным и четким произношением и midwest'овский говор. Выделяются его труднопроизносимые припевы, которые обычно исполняются с вокальным тоном, что дает ощущение, будто Nelly быстро произносит какую-нибудь песню в стиле блюз.
Также, Nelly чаще пишет сначала припев, потом куплеты, и чаще пишет стихи в студии, чем дома.
Стоит отметить разницу между стилем исполнения в трех этапах: 2000—2003, 2004—2006, 2008—2010, в которых он раскрылся и как midwest rapper, southern rapper и R'n'B-ориентированный исполнитель.
Стиль и манера исполнения Nelly является неповторимой, и не практиковалась до этого, что дает ему основания заявлять:

«Я создал новый стиль музыки. Мне нравится когда люди называют это джазовой формой хип-хопа».

## Дискография
- Country Grammar (2000)
- Nellyville (2002)
- Sweat (2004)
- Suit (2004)
- Brass Knuckles (2008)
- Nelly 5.0 (2010)
- M.O. (2013)
- Heartland (2021)

### Совместные альбомы
- St. Lunatics — Free City (2001)
- Ocean’s 7 — 3000 & 9 shit (2009)
- St. Lunatics — City Free (2010)

## Фильмография
- 2001 ― Snipes
- 2005 — Всё или ничего ("The Longest Yard") (Megget)